# Imad Kimaoui
Imad Kimaoui (en arabe : عماد كيماوي), né le 14 mai 1996 à Agadir, est un footballeur marocain évoluant au poste de milieu défensif au HUS Agadir.

## Biographie
Imad Kimaoui naît à Agadir et intègre très jeune le centre de formation du HUS Agadir.
Le 18 novembre 2019, il atteint la finale de la Coupe du Maroc contre le Tihad AS (défaite, 2-1). Le 26 novembre 2019, il inscrit son premier but avec le HUS Agadir à la 85e minute en championnat marocain contre le Moghreb de Tétouan (match nul, 1-1). Il termine la saison 2019-2020 à la neuvième place du championnat en ayant disputé seize matchs.
Le 19 octobre 2020, Imad Kimaoui atteint la demi-finale de la Coupe de la confédération contre le RS Berkane (défaite, 2-1).
Le 5 mai 2021, il est éliminé des quarts de finales de la Coupe du Maroc, après une défaite de 2-0 contre le Raja de Béni Mellal, club évoluant en D2 marocaine.

## Palmarès

### En club
HUS Agadir
- Coupe du Maroc :
  - Finaliste : 2019.

## Statistiques

### Statistiques détaillées
| Saison                | Club                  | Championnat           | Championnat | Championnat | Championnat | Coupe(s) nationale(s) | Coupe(s) nationale(s) | Coupe(s) nationale(s) | Compétition(s) continentale(s) | Compétition(s) continentale(s) | Compétition(s) continentale(s) | Compétition(s) continentale(s) | Autres compétitions | Autres compétitions | Autres compétitions | Autres compétitions | Total | Total | Total |
| Saison                | Club                  | Division              | M.          | B.          | P.d.        | M.                    | B.                    | P.d.                  | Comp.                          | M.                             | B.                             | P.d.                           | Comp.               | M.                  | B.                  | P.d.                | M.    | B.    | P.d.  |
| 2016-2017             | HUS Agadir            | Botola Pro            | 5           | 0           | 0           | -                     | -                     | -                     | -                              | -                              | -                              | -                              | -                   | -                   | -                   | -                   | 5     | 0     | 0     |
| 2017-2018             | HUS Agadir            | Botola Pro            | 9           | 0           | 0           | -                     | -                     | -                     | -                              | -                              | -                              | -                              | -                   | -                   | -                   | -                   | 9     | 0     | 0     |
| 2018-2019             | HUS Agadir            | Botola Pro            | 21          | 0           | 0           | 2                     | 0                     | 0                     | C3                             | 8                              | 0                              | 0                              | -                   | -                   | -                   | -                   | 31    | 0     | 0     |
| 2019-2020             | HUS Agadir            | Botola Pro            | 16          | 1           | 0           | -                     | -                     | -                     | C3                             | 9                              | 1                              | 0                              | -                   | -                   | -                   | -                   | 25    | 2     | 0     |
| 2020-2021             | HUS Agadir            | Botola Pro            | -           | -           | -           | -                     | -                     | -                     | -                              | -                              | -                              | -                              | -                   | -                   | -                   | -                   | 0     | 0     | 0     |
| Total sur la carrière | Total sur la carrière | Total sur la carrière | 51          | 1           | 0           | 2                     | 0                     | 0                     | -                              | 17                             | 1                              | 0                              | -                   | -                   | -                   | -                   | 70    | 2     | 0     |